# Fazenda Santa Gertrudes (Itupeva)
A Fazenda Santa Gertrudes  é uma propriedade histórica do século XIX, tombada pela Condephaat e localizada no município de Itupeva.

## História
A fazenda participou do ciclo do café no final do século XIX e foi uma das primeiras a ter sua produção mecanizada. 

## Conjunto Arquitetônico
A Fazenda Santa Gertrudes possui como parte do seu conjunto arquitetônico edificações de antes e depois de 1960.
Entre as construções anteriores à este ano estão a casa de morada, obra de Ramos de Azevedo, capela e antiga senzala, terreiros, tulha, casa de máquinas, casa do administrador, conjunto de moradias das colônias e tanque lavador de café.
A casa sede foi projetada por Ramos de Azevedo, que tinha ligações com o visconde de Parnaíba, filho do proprietário do grande latifúndio do Sítio Grande, de onde foi desmembrada a Fazenda Santa Gertrudes.
A edificação é feita em taipa de pilão e preserva a tulha e a antiga casa de máquinas. Com o aumento da produção de café, os terreiros foram ampliados e foram construídas as casas da colônia, que seriam ocupadas por imigrantes para substituir a mão de obra escrava.
Das edificações posteriores à 1960, estão os anexos de serviço junto à casa sede e duas casas de hóspedes.

## Acervo
A Fazenda Santa Gertrudes possui um acervo tombado que envolve desde maquinários até móveis e objetos decorativos da capela.
Entre as peças do maquinário estão máquinas beneficiadoras de café e arroz da marca D'Andrea, uma moenda Mc Hardy, sistema de peneiras e sistema de rebocamento de vagonetes e seus trilhos.
Da capela, encontra-se preservada a imagem de Nossa Senhora encontrada na fazenda no século XVII, imagem de Santa Gertrudes, doze bancos originais, doação do Barão de Jundiaí para a catedral de Itupeva, pia batismal, confessionário, vitrais, lustres, castiçais e altares laterais.